# Erreur judiciaire (film, 1948)
Pour les articles homonymes, voir Erreur judiciaire.
Pour plus de détails, voir Fiche technique et Distribution.
Erreur judiciaire est un film de procès français réalisé par Maurice de Canonge et sorti en 1948.

## Synopsis
Un banquier est poussé au suicide, après avoir été ruiné par sa femme, qui met en cause le caissier qui est accusé injustement d'un crime. Elle sera finalement poussée à avouer.

## Fiche technique
- Titre : Erreur judiciaire
- Réalisation : Maurice de Canonge
- Scénario : Gérard Carlier, Herbert W. Victor
- Adaptation et dialogues : Simon Gantillon
- Photographie : Georges Million
- Montage : Monique Bonnot
- Musique : Jacques Dupont
- Production : Tamara Films
- Pays :  France
- Durée : 80 minutes
- Date de sortie : 
  - France, 7 avril 1948

## Distribution
- Michèle Alfa : Janine Heurteaux
- Jimmy Gaillard : Bob Richard
- Lucienne Le Marchand : Suzanne Gauthier-Duvergne
- Jean Davy : maître Lenoir
- Marcel Dalio : Dinari
- Nicolas Amato : le changeur
- Yves Brainville : Jacques Heurteaux
- Robert Le Béal : Gauthier-Duvergne
- Agnès Laury  : la poule
- Irène Strozzi : la princesse
- Jean-Jacques Delbo : Stefano
- Louis Florencie : le joueur
- Allain Dhurtal : le directeur
- Jacques Berlioz : le juge d'instruction
- Géno Ferny : Joseph
- Jacques Henley : l'Américain
- Gaston Dupray : le patron du café
- Robert Seller : Monsieur de Berville
- Jérôme Goulven : le commissaire
- Pierre Magnier : le président du tribunal
- Jacques Mattler : l'avocat général
- Jacqueline Marbaux : ?
- Alice Borro : ?
- Dany Damour : ?
- Noël Robert : ?
- Jean Gaillon : ?
- Jean Pignol : ?
- Émile Chopitel : ?
- Jean Geoffroy : ?
- Lucien Hector : ?
- Maurice de Canonge : ?
- René Pascal : ?
- Roger Prégor : ?
- Lucien Barjon : ?
- Christine Vall : ?

## Tournage
Le tournage s'est déroulé à partir du 8 décembre 1947 et s'est terminé le 8 janvier 1948.